# Charles Larsson (konstnär)

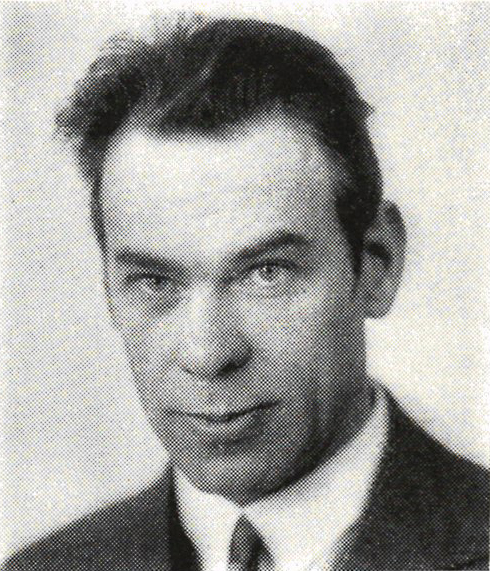
Charles Larsson, cirka 1935.

Charles Albert Leonard Larsson, född 17 december 1887 i Göteborg, död 16 november 1950 i Stockholm, var en svensk konstnär och tecknare.
Han var son till ångslupsbefälhavaren Carl Alfred Larsson och Amalia Nordblom och från 1933 gift med Inez Linnéa Corp. Larsson studerade vid Slöjdföreningens skola 1902-1909 och vid Göteborgs Musei-, Rit- och Målarskola 1909-1912 samt vid Académie de la Grande Chaumière i Paris 1912 och under studieresor till Danmark, Tyskland och Norge. Han debuterade i en utställning i Göteborg 1917 och ställde ut separat första gången 1918 i Köpenhamn. Hans konst består av landskapsmålningar med motiv från Bohuslän. Vid sidan av sitt eget skapande medverkade han som tecknare i ett flertal dags- och veckotidningar samt med dekorationsmåleri på Stora Teatern i Göteborg och Lilla intiman i Stockholm. Larsson är representerad vid Göteborgs historiska museum.